# Дхьяна

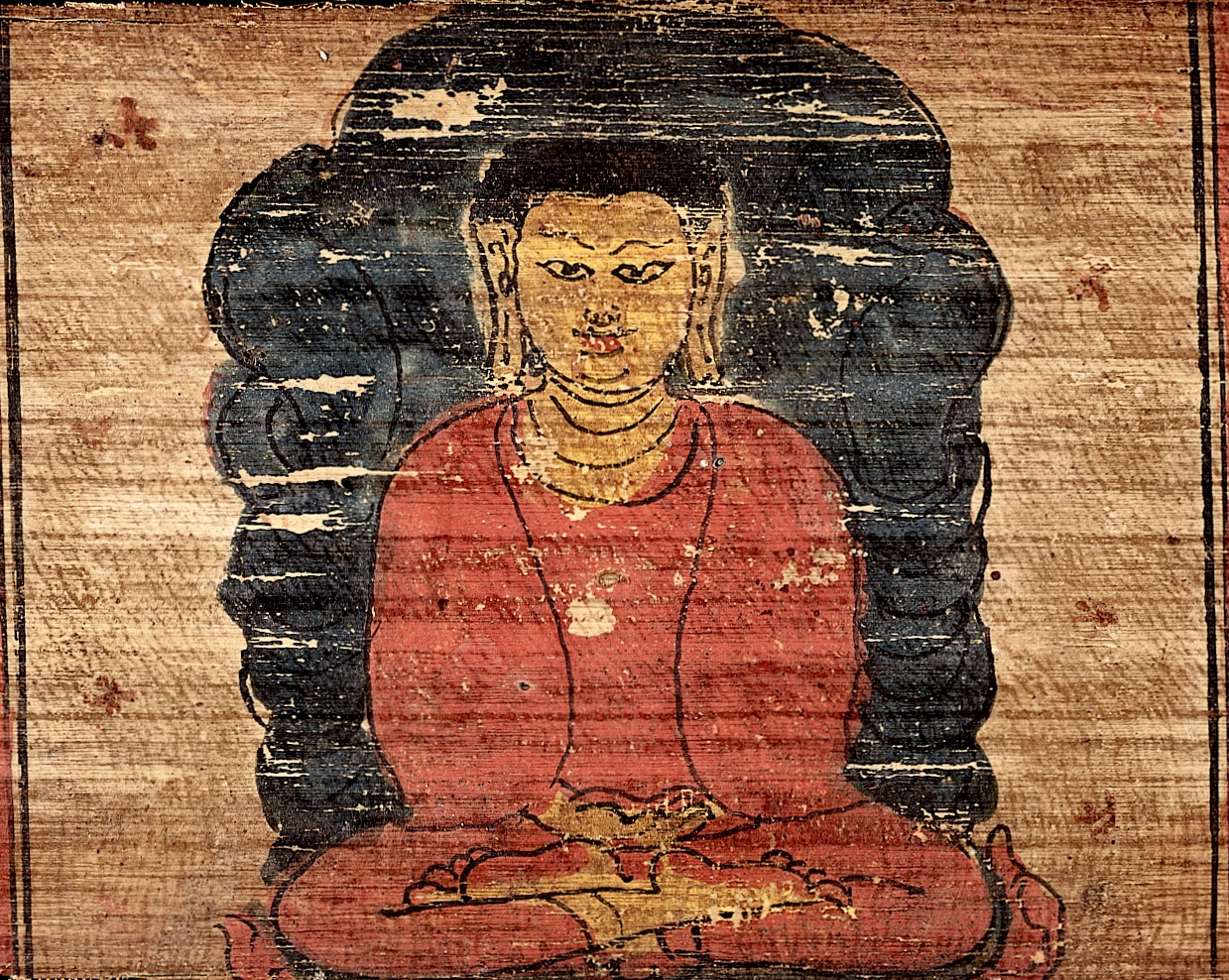
Будда в дхьяне

Дхья́на (от санскр. ध्यान или IAST: dhyāna, jhāna (пали) — созерцание, «видение умом», «интуитивное видение», медитация, сосредоточение, размышление) — созерцание, «особая сосредоточенность сознания на объекте созерцания», «строгий специальный термин, сходно понимаемый во всех духовных традициях Индии, буддизме, индуизме и джайнизме». Во всех индийских религиях дхьяна приводит к «успокоению сознания», а в последующем к полной остановке на некоторое время любой психической активности.

## Дхьяна в индуизме

### Дхьяна в «Йога-сутрах» Патанджали
Согласно «Йога-сутрам» Патанджали дхьяна является одной из ступеней восьмиступенчатой системы раджа-йоги. Остальные семь ступеней — это яма, нияма, асана, пранаяма, пратьяхара, дхарана, и самадхи. Патанджали разделяет их на «внутренние» (antaraṅga) и «внешние» (bahiraṅga). К первой группе относятся первые пять частей. Дхьяну, дхарану и самадхи автор относит ко второй.
В аштанга-йоге уровень медитации, предшествующий дхьяне, называется дхарана. В дхьяне, медитирующий не осознаёт то, что он находится в процессе медитации, единственное, что он осознаёт — это факт своего существования и объект своей медитации. Дхьяна отличается от дхараны тем, что медитирующий становится одним с объектом своей медитации и способен находиться в этом состоянии на протяжении 12 дхаран или 144 секунд.

Дхьяна, практикуемая вместе с дхараной и самадхи является самьямой. Если дхарана — это концентрация «на одном» не отвлекаясь, а самадхи — сам факт прозрения, то дхьяна, в сутре 3.2., процесс, который наиболее сложен для познающего — процесс непрерывного единонаправленного течения (ekatānatā) познавания, размышления об одном объекте: 
«tatra pratyayaikatānatā dhyānam || YS_3.2 ||
— там, однородное течение познавания [этого объекта] — дхьяна».
Дхьяна в первой главе (Samādhi-Pāda) упоминается один раз. В сутрах 1.32. и 1.39. Патанджали приводит пример «интегрирующего свойства» дхьяны, приводя её как практику, которая устраняет рассеянность сознания (citta-vikṣepāḥ), собирая вместе, интегрируя читту воедино (1.39.). В результате возникает ясность сознания (citta-prasādanam).

Дхьяна во второй главе (Sādhana-Pāda) дана один раз. Согласно тексту инструментом устранения «клешевых вритти» по Патанджали является дхьяна. Все «клешевые» вритти (авидья, асмита, рага, двеша, абхинивеша) имеют невежество своим общим признаком (сутра 2.4.). Каждый термин этих вритти подчеркивает вовлеченность «драштара» (зрителя), его неспособность трансцендировать в отношении перечисленных заблуждений. Патанджали предлагает дхьяну (гнозис) как инструмент для транцеденции «зрителя» из расщепленного состояния в перечисленных «вритти». Для разотождествления «драштара» с ними Патанджали предлагает использовать трансцендирующее свойство дхьяны в сутре 2.11:
«dhyānaheyās tadvṛttayaḥ || YS_2.11 ||
— эти вритти должно устранить посредством дхьяны».

### Дхьяна в Бхагавад-гите
Процесс дхьяна-йоги описывается Кришной в шестой главе «Бхагавадгиты», где он объясняет различные системы йоги своему другу и ученику Арджуне:
Для занятий йогой надо найти чистое уединённое место, постелить на землю циновку из травы куша, покрыв её оленьей шкурой и мягкой тканью. Сиденье не должно быть слишком высоким или, наоборот, слишком низким. Усевшись как следует, можно приступить к практике йоги. Обуздав ум и чувства, контролируя деятельность тела и сосредоточив мысленный взор в одной точке, йог должен очистить сердце от материальной скверны. Держа корпус, шею и голову на одной линии, йог должен сосредоточить взгляд на кончике носа. Успокоив и обуздав ум, избавившись от страха и полностью отказавшись от половой жизни, он должен устремить мысленный взор на Мой образ в сердце и сделать Меня своей высшей целью. Держа под постоянным контролем деятельность своего тела и ума, йог-мистик окончательно подчиняет ум своей власти и, прекратив материальное существование, достигает царства Бога.

### Дхьяна в текстах хатха-йоги
В тексте Даттатрея-йога-шастра (Dattātreyayogaśāstra) дхьяна встречается в разделе про «лая-йогу». Здесь дхьяна поясняется Даттатрейей как одна из эзотерических практик (saṃketas), которые преподал Шива в одной из своих ипостасей Адинатха (ādinātha). Первый пример суть есть дхьяна на пустоту, которую следует осуществлять «стоя и двигаясь, во сне и во время еды, днем и ночью». Далее в тексте следуют пять техник дхьяны, суть которых состоит во всматривании в разные части тела: конец носа, затылок, точка между бровей и пристальном смотрении на правый и левый большие пальцы ног. В некоторых случаях, как в примере дхьяны на затылке, описан и результат этой практики — «победа над смертью».
Текст «Аманаска йоги» выделяется на фоне остальных «хатха-йогических» руководств своей открытой радикальной позицией в отношении всех религиозно-философских систем своего времени (12 век). В строке 1.7. «Аманаска-йоги» говорится, что дхьяна на частях тела, «каналах» (nāḍi) и шести «резервуарах» (ādhāra) является ошибкой сознания. Именно поэтому нужно практиковать «Аманаска йогу» и отказаться от уже существующих ментальных конструкций (в строках 2.39, 2.40). Ишвара четко вводит практику дхьяны как медитации на «ничто» (строка 1.20). Именно эта практика делает практикующего йогином, когда тот сопряжен с «высшей реальностью» всецело. Состояние «аманаска» рождается в момент зарождения чувства «высшей реальности», в тождественности ей (парабрахману) (строка 1.24).

## Дхьяна в буддизме
В широком смысле дхьяна употребляется в буддизме в качестве синонима практики концентрации и «успокоения сознания», являющейся противоположностью «освобождающего прозрения» или праджни. В узком смысле под дхьяной понимают восемь-девять стадий «собирания рассеянной мысли» и «обращения мысли на себя». На данных стадиях происходит постепенное прекращение поступления внешней информации от органов чувств, что сходно с пратьяхарой, йогической техникой «сворачивания» чувств. К числу целей, к которым ведёт дхьяна, относят прекращение у буддиста «потока своих внутренних состояний» и уничтожение оппозиции «субъект-объект» за счёт «избавления от объекта как такового». Итогом практики является то, что у последователя «в сознании не остается ничего индивидуального, личного, оно обретает всеобъемлющую универсальность».
Все стадии дхьяны были открыты Буддой Шакьямуни и включают в себя четыре «образные» стадии (рупа) и четыре-пять «безо́бразных» сверхтонких стадий (арупа), часто обозначаемых как самапатти и относящихся к мирам «сферы вне форм и цветов» (арупа-дхату). Подробнее стадии характеризуются следующим образом:
1. На первой дхьяне происходит сосредоточение последователя на объекте и уничтожение внутренних привязанностей, отвлекающих от сосредоточения: эмоционального влечения или неприязни к объекту, пониженной или повышенной активности и сомнений в правильности и действенности практики. В качестве результата последователь замечает, как объект возникает в сознании (витарка) и «саморазворачивается» (вичара). На данной стадии в сознании последователя также возникает восторг (пити) и радость (сукха).
2. На второй дхьяне витарка и вичара исчезают, сознание продолжает концентрироваться ещё более глубоко. Восторг и радость сохраняются. Исчезает привязанность к моделям мышления.
3. На третьей дхьяне концентрация (самадхи) трансформируется в «уравновешенность и внимательность». Исчезает восторг, «выцветая» в радость.
4. На четвёртой дхьяне последователь достигает пробуждения или бодхи, а также достигает освобождения от страданий (духкха) и удовольствий (сукха). Данная стадия также называется в текстах стадией «законченного совершенства умиротворения и осознавания» (упеккха-сати-парысуддхи). На данной стадии постижима праджня с помощью наивысших «ясности и различающей способности сознания (випашьяна)». Также считается, что на данной стадии буддист может обрести различные сверхспособности (см. Магия и буддизм).
5. Пятая стадия бесконечного пространства и последующие дхьяны связаны с «углублением концентрации сознания» и «утратой за ненадобностью его различающей способности» по причине уменьшения числа объектов для различения.
6. Стадия бесконечности восприятия или бесконечного сознания.
7. Стадия абсолютного ничто («осознание того, что в созерцаемом мире ничего нет»).
8. Стадия невосприятия и не не-восприятия (невосприятие «неба» не присутствием и не отсутствием сознания).
9. Стадия прекращения сознания и ощущения (самджня-ведана-ниродха), ведущая к «полному прекращению (ниродха-самапатти) волнений дхармо-частиц».

Дхьяна-парамита (совершенствование посредством практики созерцания в соответствии с учением буддизма (санкр. - Дхармой) является одной из  парамит как Тхеравады, так и  махаянских парамит. 
Данную парамиту (во всей её "глубине"), согласно сутрам, рекомендовалось выполнять только монахам. Каждую из стадий, согласно Махаяне, монах должен был практиковать на протяжении нескольких лет.
Также в буддизме Дальнего Востока  известным аналогом (и "переводом" слова "дхьяна")  является термин дзэн. Под «школами дхьяны» в Китае, Японии, Вьетнаме и Корее понимают школы дзэн, чань, сон и тхиен.